# Стрега
Премия Стрега (итал. Premio Strega) — одна из самых престижных итальянских премий в области литературы. Вручается ежегодно, начиная с 1947 года, за лучшее художественное произведение на итальянском языке, изданное между 1 мая предыдущего и 30 апреля текущего года. Среди лауреатов были такие писатели, как Чезаре Павезе (1950), Альберто Моравиа (1952), Умберто Эко (1981) и многие другие.

## Общие сведения
В 1944 году Мария и Гоффредо Беллончи основали литературный салон в Риме, где проводились встречи по воскресениям. Гостями салона были известные писатели, художники и многие значительные фигуры итальянской литературной жизни. Это общество стало известным под именем «Воскресные друзья» (Amici della Domenica). В 1947 году Беллончи вместе с владельцем компании по производству ликёра Стрега (ит.), Гвидо Альберти (ит.), решили вручать литературную премию, лауреата которой выбирали бы члены общества «Воскресных друзей». Первую премию получил Эннио Флайано за книгу «Время убивать».
После смерти супругов Беллончи выбор лауреатов был доверен группе из 400 представителей итальянской культурной элиты, которые за два раунда выбирают пять финалистов и победителя. Объявление результатов происходит в первый четверг июля в нимфеуме Виллы Джулия в Риме. В настоящее время наряду с производителем ликёра «Стрега» спонсором премии является компания «Telecom Italia».
В 2006 году специальная премия была вручена экс-президенту Италии Оскару Луиджи Скальфаро за Конституцию Италии, написанную и утверждённую в 1946 году.

## Лауреаты
- 1947 — Эннио Флайано «Время убивать» / Tempo di uccidere — Longanesi
- 1948 — Виченцо Кардарелли «Вилла Тарантола» / Villa Tarantola — Meridiana
- 1949 — Джованни Баттиста Аньолетти «Память» / La memoria — Bompiani
- 1950 — Чезаре Павезе «Прекрасное лето» / La bella estate — Einaudi
- 1951 — Коррадо Альваро «Почти жизнь» / Quasi una vita — Bompiani
- 1952 — Альберто Моравиа «Рассказы» / I racconti — Bompiani
- 1953 — Массимо Бонтемпелли «Верный любовник» / L’amante fedele — Mondadori
- 1954 — Марио Сольдати «Письма с Капри» / Lettere da Capri — Garzanti
- 1955 — Джованни Комиссо «Кот переходит улицу» / Un gatto attraversa la strada — Mondadori
- 1956 — Джорджо Бассани «Пять феррарских историй» / Cinque storie ferraresi — Einaudi; Элемире Золля «Менуэт в аду» / Minuetto all’inferno — Einaudi
- 1957 — Эльза Моранте «Остров Артура» / L’isola di Arturo — Einaudi
- 1958 — Дино Буццати «Шестьдесят рассказов» / Sessanta racconti — Mondadori
- 1959 — Джузеппе Томази ди Лампедуза «Леопард» / Il Gattopardo — Feltrinelli
- 1960 — Карло Кассола «Невеста Бубе» / La ragazza di Bube — Einaudi
- 1961 — Раффаэле Ла Каприя «Смертельно ранен» / Ferito a morte — Bompiani
- 1962 — Марио Тобино «Подпольщик» / Il clandestino — Mondadori
- 1963 — Наталия Гинзбург «Семейные беседы» / Lessico famigliare — Einaudi
- 1964 — Джованни Арпино «Тень холмов» / L’ombra delle colline — Mondadori
- 1965 — Паоло Вольпони «Мировая машина» / La macchina mondiale — Garzanti
- 1966 — Микеле Приско «Спираль тумана» / Una spirale di nebbia — Rizzoli
- 1967 — Анна Мария Ортезе «Бедные и простые» / Poveri e semplici — Vallecchi
- 1968 — Альберто Бевилаква «Кошачий глаз» / L’occhio del gatto — Rizzoli
- 1969 — Лалла Романо «Слова между нами легкие» / Le parole tra noi leggere — Einaudi
- 1970 — Гвидо Пьовене «Холодные звёзды» / Le stelle fredde — Mondadori
- 1971 — Рафаэлло Бриньетти (ит.) «Золотой пляж» / La spiaggia d’oro — Rizzoli
- 1972 — Джузеппе Десси «Край теней» / Paese d’ombre — Mondadori
- 1973 — Манлио Канконьи «Веселее, молодёжь» / Allegri, gioventù — Rizzoli
- 1974 — Гульельмо Петрони «Смерть реки» / La morte del fiume — Mondadori
- 1975 — Томмазо Ландольфи «Случайно» / A caso — Rizzoli
- 1976 — Фауста Чаленте «Четыре девочки Визельбергер» / Le quattro ragazze Wieselberger — Mondadori
- 1977 — Фульвио Томицца «Лучшая жизнь» / La miglior vita — Rizzoli
- 1978 — Фердинандо Камон «Алтарь для матери» / Un altare per la madre — Garzanti
- 1979 — Примо Леви «Ключ „звёздочка“» / La chiave a stella — Einaudi
- 1980 — Витторио Горрезио «Наивная жизнь» / La vita ingenua — Rizzoli
- 1981 — Умберто Эко «Имя розы» / Il nome della rosa — Bompiani
- 1982 — Гоффредо Паризе «Азбука № 2» / Sillabario n.2 — Mondadori
- 1983 — Марио Помилио «Рождество 1833 года» / Il Natale del 1833 — Rusconi
- 1984 — Пьетро Читати «Толстой» / Tolstoj — Longanesi
- 1985 — Карло Сгорлон «Флот потерянных рек» / L’armata dei fiumi perduti — Mondadori
- 1986 — Мария Беллончи «Личное возрождение» / Rinascimento privato — Mondadori
- 1987 — Станислао Ньево «Райские острова» / Le isole del paradiso — Mondadori
- 1988 — Джезуальдо Буфалино «Ночная ложь» / Le menzogne della notte — Bompiani
- 1989 — Джузеппе Понтиджа «Исчез перед рассветом» / La grande sera  — Mondadori
- 1990 — Себастьяно Вассалли «Химера» / La chimera — Einaudi
- 1991 — Паоло Вольпони «Дорога в Рим» / La strada per Roma — Einaudi
- 1992 — Виченцо Консоло «Ночью» / Nottetempo, casa per casa — Mondadori
- 1993 — Доменико Реа «Плебейская нимфа» / Ninfa plebea — Leonardo
- 1994 — Джорджо Монтефоски «Отцовский дом» / La casa del padre — Bompiani
- 1995 — Мариятереза Ди Лаша «Переход в тень» / Passaggio in ombra — Feltrinelli
- 1996 — Алессандро Барберо «Прекрасная жизнь и чужие войны мистера Пайла, джентльмена» / Bella vita e guerre altrui di Mr. Pyle, gentiluomo — Mondadori
- 1997 — Клаудио Магрис «Микромиры» / Microcosmi — Garzanti
- 1998 — Энцо Сичилиано «Прекрасные мгновения» / I bei momenti  — Mondadori
- 1999 — Дачия Мараини «Мрак» / Buio  — Rizzoli
- 2000 — Эрнесто Ферреро «H.» / N. — Einaudi
- 2001 — Доменико Старноне «Виа Джемито» /  Via Gemito  — Feltrinelli
- 2002 — Маргарет Мадзантини «Не двигайся» / Non ti muovere — Mondadori
- 2003 — Мелания Г. Мадзукко «Жизнь» / Vita — Rizzoli
- 2004 — Уго Риккарелли «Идеальное горе» / Il dolore perfetto  — Mondadori
- 2005 — Маурицио Маджани «Ночной пассажир» / Il viaggiatore notturno  — Feltrinelli
- 2006 — Сандро Веронези «Спокойный хаос» / Caos Calmo — Bompiani (la Costituzione Italiana conquista il «Premio Strega Speciale»)
- 2007 — Никколо Амманити «Как велит Бог» / Come Dio comanda — Mondadori.
- 2008 — Паоло Джордано «Одиночество простых чисел» / La solitudine dei numeri primi — Mondadori
- 2009 — Тициано Скарпа «Стабат Матер» / Stabat Mater — Einaudi
- 2010 — Антонио Пеннакки «Канал Муссолини» /Canale Mussolini — Mondadori
- 2011 — Эдоардо Нези «История моих людей» /Storia della mia gente — Bompiani
- 2012 — Алессандро Пиперно «Неразлучные. Пламя — друг воспоминаний» / Inseparabili. Il fuoco amico dei ricordi — Mondadori
- 2013 — Вальтер Сити «Сопротивление ничем не помогает» / Resistere non serve a niente — Rizzoli
- 2014 — Франческо Пикколо «Желание быть как все» / Il desiderio di essere come tutti — Einaudi
- 2015 — Никола Ладжойя[итал.] «Жестокость» / La ferocia — Einaudi
- 2016 — Эдоардо Альбинати[итал.] «Католическая школа» / La scuola cattolica — Rizzoli
- 2017 — Паоло Коньетти[итал.] «Восемь гор» / Le otto montagne — Einaudi
- 2018 — Хелена Янечек «Девушка с „Лейкой“» / La Ragazza con la Leica — Guanda
- 2019 — Антонио Скурати «М. Сын века» / M. Il figlio del secolo — Bompiani
- 2020 — Сандро Веронези[итал.] «Колибри[итал.]»[1] / Il colibrì — La Nave di Teseo
- 2021 — Эмануэле Треви[итал.] «Две жизни[итал.]» / Due vite — Neri Pozza
- 2022 — Марио Дезиати[итал.] «Лишённые Родины» / Spatriati — Einaudi
- 2023 — Ада Д’Адамо[итал.] «Словно из воздуха» / Come d’aria — Elliot
- 2024 — Донателла Ди Пьетрантонио[итал.] «Хрупкий возраст[итал.]» / L’età fragile — Einaudi
- 2025 — Андреа Баяни[англ.] «Юбилей» / «L'anniversario[итал.]» — Feltrinelli[2]